# 月山湖パーキングエリア
月山湖パーキングエリア（がっさんこパーキングエリア）は、山形県西村山郡西川町にある山形自動車道のパーキングエリアである。

## 概要

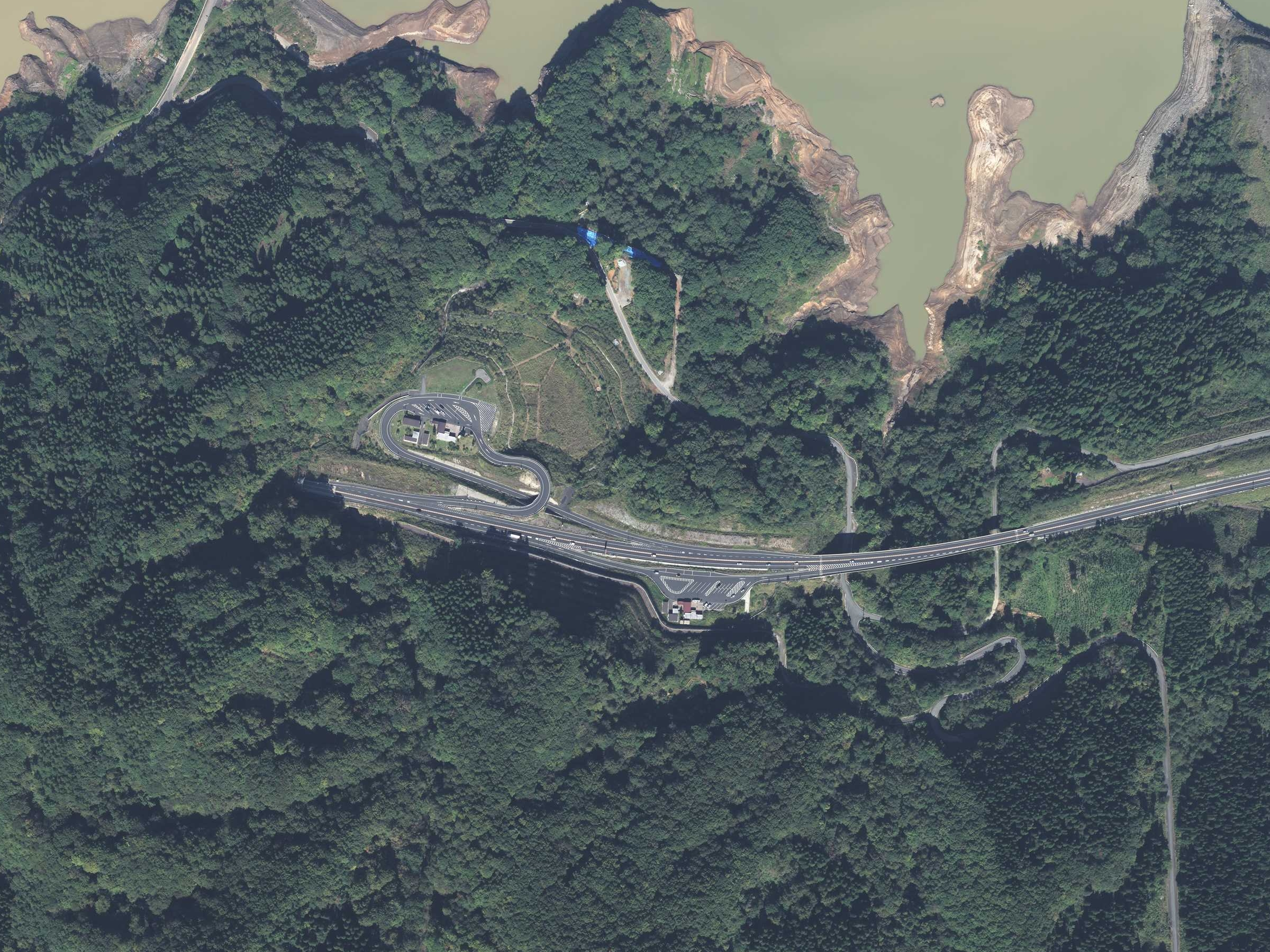
衛星写真

月山ICから2.2 kmの位置にあるパーキングエリア。名前の通り月山湖（寒河江ダム）に面していて、上り線からは月山湖から出る噴水を望むことができる。

## 歴史
- 1999年（平成11年）10月29日：西川IC - 月山IC間開通と共に新設[1]。
- 2002年（平成14年）10月28日 - 2005年（平成17年）9月20日：地滑り対策工事のため上り線の施設を閉鎖。工事に伴い普通車の駐車スペースが現在の台数に減少している。[2]

## 施設

### 上り線（山形・仙台方面）
- 管理：東日本高速道路
- 駐車場[3]
  - 大型：7台
  - 小型：10台
  - 身障者用
    - 小型：1台
- トイレ[3]
  - 男性：大2（和式1・洋式1）・小4
  - 女性：5（和式2・洋式3）
    - 同伴の男児用：1

  - 身障者用（オストメイト対応）[4]
    - 共用：1
- 自動販売機（24時間）[3]

### 下り線（鶴岡・酒田方面）
- 管理：東日本高速道路
- 駐車場[5]
  - 大型：7台
  - 小型：15台
- トイレ[5]
  - 男性：大2（和式1・洋式1）・小4
  - 女性：5（和式2・洋式3）
    - 同伴の男児用：1

  - 身障者用（オストメイト対応）[4]
    - 共用：1
- 自動販売機（24時間）[5]

## 隣
E48 山形自動車道
(7-1)寒河江SA/スマートIC/BS - (8)西川IC - 西川TB - 月山湖PA - (9)月山IC --- （国道112号月山道路）